# NGC 2360
NGC 2360 ist ein offener Sternhaufen im Sternbild Großer Hund südlich des Himmelsäquators.
NGC 2360 hat eine Winkelausdehnung von etwa 13 Bogenminuten und eine scheinbare Helligkeit von 7,2 mag. Da der Haufen in einem sehr sternreichen Milchstraßengebiet liegt, schwanken die Durchmesserangaben von Beobachter zu Beobachter stark. Er ist etwa 6000 Lichtjahre vom Sonnensystem entfernt und hat einen Durchmesser von mindestens 15 Lichtjahren. Die visuell nicht in Erscheinung tretenden Ausläufer verdoppeln diesen Wert jedoch annähernd.
Das Fehlen leuchtkräftiger Sterne und das eher kleine Helligkeitsintervall der Sterne deuten auf ein fortgeschrittenes Alter hin. Aus dem Farben-Helligkeits-Diagramm von NGC 2360 ist zu erkennen, dass die hellsten Sterne Rote Riesen vom Spektraltyp K sind. Das Alter des Objekts liegt in dem Bereich von etwa ein bis zwei Milliarden Jahren.
Entdeckt wurde das Objekt am 26. Februar 1783 von der deutschen Astronomin Caroline Herschel. Daher wird der Haufen manchmal als »Caroline’s Cluster« bezeichnet (ebenso wie NGC 7789 in der Kassiopeia).